# 緬因貓
緬因貓是北美洲自然產生的最早的長毛貓品種，原產于美國東岸緬因州附近。緬因貓是美國貓種當中數量最多的種群，除了其聰穎與活潑廣為人知以外，其獨一無二巨大的體型也令人過目難忘。緬因貓種起源於新英格蘭，並且是北美洲最老的天然貓種，同時使得它成為美國第一個本土展示貓。一般來自緬因州的品種都被視為最純正。（事實上官方認定緬因貓是出產自緬因州）1895年在紐約舉行的貓展上，牠成為美國第一種本土展示貓。緬因貓还有個迷人的稱號，「溫柔的巨人」。

## 起源
在十七世紀到十八世紀間，很多家貓隨著主人從歐洲移民到美洲的新英格蘭居住，牠們在那裡都面臨非常嚴寒的冬天，也只有最強壯與最能夠適應的貓種能夠存活下來。在年復一年不斷的物競天擇（和品種改良剛好相反）的情況下，緬因貓演化出巨大且結實的體型，和有如毛毯般能抗水並且蓬鬆的毛髮。
緬因貓以及種名的起源說法有好幾種，通常都是誇張的故事；其中一個故事是說：曾經有一隻貓跑到了緬因州的野外，結果跟一隻浣熊發生跨種交配，於是就生下一堆具有今天緬因貓特性的後代。當然故事以違反生物學為依歸以致於完全不可信，不過緬因貓的英文名稱後面的字根有個「COON」，與浣熊「RACCOON」有相同之處；二來是緬因貓的尾巴粗大程度和尾巴上的毛髮斑紋與浣熊幾乎無二，使得以前的人們開始相信前述故事有一定的可信度。另一种说法緣起於緬因貓是由一位名為庫恩（Coon）的船長帶到緬因（Maine）州的。這個船長的託付者就是窮奢極侈的瑪麗·安托瓦內特皇后，她原本打算從法國逃亡到美國去，不過顯然法國大革命的腳步比她逃亡的速度快很多。
不管怎麼說，大部分育種者的看法是緬因貓是經由原本在地的北美短毛貓與跨海而來的長毛貓種結合交配而来，也許是新英格蘭水手將長毛種的土耳其安哥拉貓引進新世界，或者是維京人將老家也是長毛種的挪威森林貓帶進北美（引進的原因在於古代海上航行的日子無聊枯燥多過浪漫，再者於登陸後可以做為貿易項目之一）。總之緬因貓的外觀不是與挪威森林貓相似就是與西伯利亞貓幾乎一樣，這個要歸因於生物學上的趨同演化；不同的生物種藉由環境的相似性演化出類似甚至是相同的的生物特徵。（緬因州、挪威、以及西伯利亞在緯度上的幅員上略有差異。在氣候上，例如溼度，平均年均溫，甚至年雨量，亦略有所差異，然而最相似處就是冬季；在嚴寒的環境下哺乳類必須演化出蓬鬆濃密的毛髮來隔絕低溫，並且將體積巨大化以增加脂肪的附著比例以增加在低溫下的生存能力。）

## 體型特徵

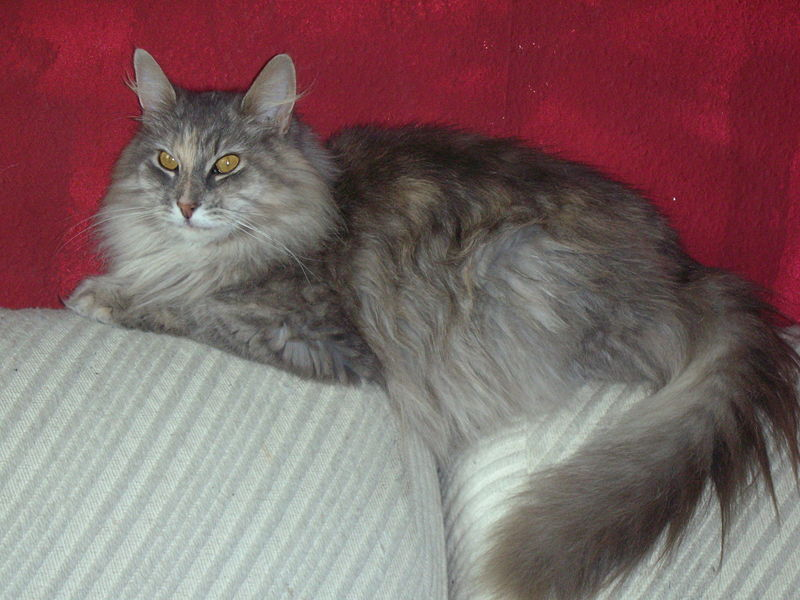
緬因貓

緬因貓是巨大而且精力充沛的貓種，公貓有時重達將近7～9.5公斤或者15～20磅重；平均至少也有6~8公斤（13~20磅）重，母貓則重達7~13磅。公貓體長可以增長到接近一公尺的程度；2006年有一隻公緬因貓破紀錄長到122公分。一般貓種在一歲就算成貓，體型也就趨於穩定，而成長到全尺寸的緬因貓要花四年到五年的時間才能完成這個過程。
緬因貓常見的毛色花紋是棕色虎斑紋（Brown Tabby），除了黑银色、阴影色、鱼骨斑、點狀斑紋之外，緬因貓的毛色樣式最有名的還包括三花和玳瑁（類似俗稱的三色貓）。緬因貓的眼睛顏色也有很多種，包括綠色、琉金色、或者金色。眼睛呈藍色或一藍一金通常出現在白貓或者高度加白的猫身上。
緬因貓有中長的軟毛覆蓋著長毛。胸前的覆毛有如獅鬃般地華麗。由於獅鬃與緬因州的英文發音一樣，也有人打趣說是「緬因獅」。緬因貓的毛髮與索馬利貓類似，一層底層毛，外面一層覆蓋毛，構成最基本的外型。緬因貓的中長毛觸感舒適，而他們的長毛主要覆蓋在腿部的後方與腳趾頭中間，這讓他們看起來像穿上毛褲保暖一樣。
緬因貓的尾巴濃密蓬鬆粗大，頭部有稜有角，寬闊的嘴部加上寬寬的耳朵。緬因貓的耳朵上面有一小撮與山貓（猞猁）耳朵一樣的脊毛，脊毛能將雪水隔絕避免倒流到耳中。緬因貓的大耳朵上面的脊毛使得他們從正面看來與山貓頗為相似。
說到他們的尾巴，由於實在太過於蓬鬆粗大，以致於得到另外一個綽號，「有貓的尾巴」！大部分的緬因貓保持自己的整潔，所以不太需要饲主做額外的儀容整潔。有的緬因貓會有先天性缺陷，往往腳趾頭會多出一根或更多，商業培育者通常會排除掉這種特徵。

## 行為特徵
緬因貓因為其聰穎、機伶以及活潑主動而異於其他貓種。緬因貓常常傾向使用自己的前掌去撿拾物品，而到最後學會使用腳掌開衣櫃門，打開水龍頭，沖馬桶，甚至是拾取小物件。有的緬因貓會以「以碗就口」而不是「以口就碗」的方式進餐或飲水。
由於緬因貓比其他貓更聰明，所以緬因貓也是最容易訓練的貓種之一。緬因貓的叫聲聽起來像是把一般熟知的「喵」聲與「呼嚕」聲結合在一起，而且也只有他們高興或者受到驚嚇才會發出這種叫聲。緬因貓很少單獨進食，喜歡跟眾貓們或者眾人們一起大快朵頤。
緬因貓通常不能像一般的貓只那樣被人類隨意地抱起或以某些特定的方式親密接觸，這可能是因為隨著他們成長而倍增的體積造成的。同時，喜歡撒嬌的緬因貓也不多。
有的緬因貓喜歡借助水而進行玩耍，但這個過程中它們通常不會碰到水。例如它們會把玩具先丟進裝水的碗中然後開始玩，或者乾脆把碗打翻，也會用爪子在水面上輕輕的劃過來滑過去。
緬因貓偶爾也會故意搗蛋。例如故意把桌上的東西推下來，或是攀爬傢具，並且它們在做完這些時候通常表現地很愉快。
緬因貓也可以表現地像狗一樣，有時會玩「你丟我撿」的遊戲，他們會自己帶著自己的球，走到想要一起玩耍的人面前放下球，然後等著球被丟出去。
緬因貓會陪伴主人做雜務，例如收信、跟狗一起蹓，而且一叫喚就來，就連在野外也不例外。

## 健康事項
心室肥大症是因為左心室變的肥厚僵硬導致心肌收縮不完全或部分壞死，發生在貓身上與人類身上都一樣會造成心臟衰竭、動脈栓塞以及猝死。不過心室肥大症可以藉由超声检查顯示出來，所以1~7歲的緬因貓都應該接受這樣的體檢。
在緬因貓的基因中有一組DNA碼會造成緬因貓的心臟基凝蛋白混雜C型蛋白質（C型蛋白質是一種由維他命K構成的絲氨酸蛋白酵素（絲氨酸蛋白酶），在生物體內關於消化、凝血和補體系統方面扮演重要角色）而在緬因貓的遺傳上導致心室肥大症。大約有三分之一的緬因貓在基因檢測中會呈現這種基因突變的陽性反應，雖然這個數據在採樣數上有所偏頗。不過緬因貓的這種基因突變似乎不只一種原因。有良心與責任感的培育者或業者應該致力減少心室肥大基因突變的發生，所以培育者與業者應該長期透過超音波心室檢查來監控緬因貓的健康，並且應該公布這項訊息使大眾得知。
直到1988年又發生的由於飼料中牛磺酸量不足而導致貓隻心肌炎擴大的事件發生，當然緬因貓也在劫難逃。自從寵物飼料業界開始增加更多的牛磺酸到貓食中後，貓隻的心肌炎就大幅減少了許多。這種心肌炎與先天性的心室肥大症是不能混為一談的，前者可以透過飲食進行預防與改變，甚至進行醫療；後者是終生無法改變的疾病。
緬因貓還有髖關節發育不良以及多囊性腎病變的問題，值得饲主注意。緬因貓的齒齦炎與牙周炎也來的比其他貓種頻繁。不過不管怎麼說，緬因貓是一種身體非常結實、健康，再累也只要睡一覺就能回復的貓，而且20歲的緬因貓瑞比比皆是，大有貓在。